# سنگ‌چشم‌نماها
سنگ‌چشم‌نماها (نام علمی: Laniellus) یک سرده از پرندگان گنجشک‌سان از تیرهٔ توکایان خندان است.
این سرده دارای دو گونه است:
- سنگ‌چشم‌نمای خالدار (Laniellus albonotatus)
- سنگ‌چشم‌نمای تاج‌خاکستری (Laniellus langbianis)